# NGC 32
NGC 32 est une étoile de la constellation de Pégase. Elle a été recensée le 10 octobre 1861 par l'astrophysicien allemand Johann Friedrich Julius Schmidt.